# Матос, Анхель
А́нхель Вало́дя Ма́тос Фуэ́нтес (исп. Ángel Valodia Matos Fuentes; род. 24 декабря 1976, Ольгин) — кубинский тхэквондист, олимпийский чемпион 2000 года. Участник Олимпийских игр 2004 и 2008 годов. Победитель Панамериканских игр 2007 года. Выступал в весовой категории до 80 килограммов. Пожизненно дисквалифицирован после инцидента на Олимпийских играх 2008 года.

## Инцидент на Олимпийских играх 2008 года
На Олимпийских играх 2008 года в поединке за третье место в середине третьего раунда боя с казахским спортсменом Арманом Чилмановым при счете 3:2 в свою пользу кубинец получил травму и попросил медицинской помощи. По правилам тхэквондо, спортсмены могут брать минутный перерыв, и когда через 60 секунд Матос не возобновил поединок, шведский рефери Шакир Шельбат объявил победителем Чилманова. После этого кубинец сначала толкнул одного из боковых судей, а затем нанес удар ногой в голову Шелбату, разбив рефери губу. Затем Матос плюнул на ковер и был выдворен из зала. ги. Всемирная федерация тхэквондо (WTF) приняла решение о пожизненной дисквалификации спортсмена.